# Lupta de la Arabagi (1916)
Lupta de la Arabagi a fost o acțiune militară de nivel tactic, desfășurată pe Frontul Român, în timpul campaniei din anul 1916 a participării României la Primul Război Mondial. Ea s-a desfășurat în perioada 4/17 septembrie 1916 și a avut ca rezultat respingerea atacului forțelor Puterilor Centrale, în ea fiind angajate forțe române din Divizia 2 Infanterie și Divizia 15 Infanterie și forțe ale Puterilor Centrale din Divizia 1 Infanterie bulgară și  Brigada germană „Bode”. A făcut parte din acțiunile militare care au avut loc în bătălia de pe aliniamentul Rasova-Cobadin-Tuzla.:p. 359

## Comandanți

### Comandanți români
- General Alexandru Socec
- General Eremia Grigorescu

### Comandanți ai Puterilor Centrale
- General Ianko Draganov
- Colonel Bode